# 케이스 키스트
케이스 키스트(네덜란드어: Kees Kist, 1952년 8월 7일 ~ )는 네덜란드의 전직 축구 선수로, 포지션은 스트라이커였다.
1970년 SC 헤이렌베인 소속으로 데뷔했으며 1972년부터 1982년까지 AZ 알크마르 소속으로 뛰면서 팀의 에레디비시 1회 우승(1981년)과 KNVB컵 3회 우승(1978년, 1981년, 1982년)에 공헌했다. 1979년과 1980년 에레디비시 득점왕에 올랐고 1979년 유러피언 골든슈를 수상했다.
1982년 프랑스의 파리 생제르맹으로 이적했으며 팀의 쿠프 드 프랑스 1회 우승(1983년)에 공헌했다. 1983년 FC 뮐루즈로 이적했고 1984년 SC 헤이렌베인으로 이적하면서 네덜란드 무대에 복귀했다. 1986년 AZ 알크마르로 이적했고 1987년 현역 은퇴했다.
AZ 알크마르 소속 시절 441경기에 출전하면서 259득점을 기록했으며 에레디비시에서 212득점을 기록했다. 이 기록은 빌리 판 더 카윌런과 뤼트 헤일스, 요한 크라위프에 이어 네 번째로 많은 개인 득점 기록으로 남아 있다. 1978-79 에레디비시 시즌(당시 AZ 알크마르 소속)에서 34득점을 기록했으며 1979년 유러피언 골든슈를 수상했다. 1975년부터 1980년까지 네덜란드 대표팀에서 뛰는 동안 21경기에 출전했고 4득점을 기록했다.

## 수상

### 클럽
AZ 알크마르
- 에레디비시 1회 우승 (1981)
- KNVB컵 3회 우승 (1978, 1981, 1982)

파리 생제르맹
- 쿠프 드 프랑스 1회 우승 (1983)

### 개인
- 에레디비시 득점왕 2회 수상 (1979, 1980)
- 1979년 유러피언 골든슈 수상